# Kerki
Kerki, precedentemente nota col nome di Atamyrat, è la città capoluogo dell'omonimo distretto situato nella provincia di Lebap, in Turkmenistan.